# Гаган Аджіт Сінгх
Гаган Аджіт Сінгх (9 грудня 1980) — індійський хокеїст на траві.
Учасник Олімпійських Ігор 2000, 2004 років.
Срібний призер Азійських ігор 2002 року.
Переможець Виклику чемпіонів 2001 року.
Чемпіон Азії 2003 року, бронзовий призер 1999 року.
Чемпіон світу з хокею на траві серед юніорів 2001 року.